# Josep Escolà
Josep Escolà (ur. 28 sierpnia 1914 w Barcelonie, zm. 7 marca 1998 tamże) piłkarz, sędzia i trener piłkarski. Najlepsze lata piłkarskiej kariery spędził w FC Barcelona, ale był też piłkarzem francuskiego FC Sète. Grał w reprezentacji Hiszpanii i reprezentacji Katalonii. Karierę jako piłkarz skończył w 1948 roku, następnie był trenerem drużyn hiszpańskich: CF Badalona, CE Sabadell, CD Castellón i Levante UD.